# Удализм и инклюзионизм
Удализм и инклюзионизм (англ. deletionism и inclusionism) — принятые в Википедии названия различных подходов к её пополнению новыми статьями.
Сторонники удализма выступают за более жёсткие, чем требуется по существующим правилам, требования к статьям Википедии. Они выступают за удаление статей, написанных о незначимых предметах, рекламных, не соответствующих формату, слишком коротких и написанных некачественно. Инклюзионисты, напротив, предлагают сохранять и дорабатывать спорные тексты. Часть пользователей даже объединена в соответствующие ассоциации, но большинство не придерживается ни той, ни другой идеологии.
Удалисты и инклюзионисты по-разному видят цели Википедии. Одни считают, что она должна быть серьёзной энциклопедией, не уступающей по качеству бумажным аналогам, другие делают упор на её открытости. Николас Карр, редактор Harvard Business Review и член редакторского совета «Британники», считает, что этот конфликт является отражением философской дискуссии между абсолютизмом и релятивизмом, так как одни возводят понятие значимости в абсолют, а другие признают, что любая значимость относительна и для некоторых герой мультфильма более важен, чем гениальный поэт. Поэтому Карр предсказывает возможный раздел проекта на две части.
Удализм имеет различные последствия. С одной стороны, он помогает саморегуляции сайта, очищению его от вздора. С другой стороны, удаление страниц замедляет темпы роста числа статей.
Сооснователь Википедии Ларри Сэнгер считает себя инклюзионистом во всех темах, кроме сексуальной. На этом принципе основан его проект «Ситизендиум». Коллега Сэнгера Джимми Уэйлс был шокирован поведением удалистов при обсуждении его собственной статьи о сети ресторанов Mzoli’s. О попытках спасти статью поведал романист и литературный критик Николсон Бейкер. Рассказывал о своём опыте борьбы с удалистами и писатель-фантаст Питер Дэвид.